# 황금의 문 (영화)
황금의 문(Nuovomondo, The Golden Door)은 이탈리아에서 제작된 에마누엘 크리알리스 감독의 2006년 드라마, 멜로/로맨스 영화이다. 샤를로뜨 갱스부르 등이 주연으로 출연하였다.

## 출연

### 주연
- 샤를로뜨 갱스부르

### 조연
- 빈센조 아마토
- 프란체스코 카시사
- 에르네스토 마히스
- 안드레아 프로단
- 빈센트 쉬아벨리

## 제작진
- 미술: 칼로스 콘티
- 의상: 마리아노 터파노